# Pablo de Alvarado y Bonilla
Pablo de Alvarado y Bonilla (Cartago, Costa Rica, 16 de enero de 1785 - Alajuela, Costa Rica, 31 de mayo de 1851) fue un médico, y político costarricense, pionero de la independencia de Centroamérica.
Fue el cuarto de los nueve hijos de Don Tomás de Alvarado y Guevara y Doña María del Rosario Bonilla y Laya-Bolívar, pertenecientes a familias muy prominentes de su ciudad natal. Fue bautizado con el nombre de Pablo de Jesús en la parroquia de Santiago Apóstol. Sus padrinos fueron el presbítero Don Juan José de Oreamuno y Doña Encarnación Sancho de Castañeda.
Cursó sus primeros estudios en su ciudad natal. En 1803 fue nombrado como maestro de primeras letras en Cartago. En 1807 partió a la ciudad de Guatemala, para cursar estudios de Medicina en la Universidad de San Carlos de Guatemala. Sin embargo, debido a su constante participación en asuntos políticos, no fue sino hasta 1823 cuando se graduó como bachiller en Medicina.
Inspirado en las ideas del liberalismo, a mediados de septiembre de 1808 hizo circular en la ciudad de Guatemala una hoja volante  titulada El Hispano-Americano, que empezaba diciendo "Infelices e incautos americanos, ya llegó el punto crítico... "  y en la que se atacaba la invasión francesa a España pero también se expresaban ideas de libertad que las autoridades españolas de Guatemala consideraron sediciosas. El 15 de septiembre de 1808, Alvarado fue arrestado en la Real Cárcel de Corte de Guatemala, donde permaneció detenido durante varios meses. El 18 de septiembre, el presidente de la Real Audiencia y capitán general don Antonio González Mollinedo y Saravia envió una nota al gobernador de Costa Rica don Tomás de Acosta y Hurtado de Mendoza para informarle del hecho. El 3 de abril de 1809, cuando ya Alvarado había sido puesto en libertad, Acosta escribió al presidente para pedirle que prohibiese a Alvarado, durante algún tiempo, su posible regreso a Costa Rica.

### La independencia
En los años siguientes continuó sus estudios y desarrolló contactos con figuras del liberalismo centroamericano, como el doctor Pedro Molina Mazariegos y el presbítero José Matías Delgado. Apoyó con entusiasmo la separación de Guatemala de España el 15 de septiembre de 1821, y enseguida se dirigió a los ayuntamientos de Cartago y de San José para informarles del acontecimiento e instarles a abrazar la causa independentista. También sugirió que se conformara una junta en Costa Rica para hacerse cargo del gobierno, como en efecto se hizo, y remitido un proyecto de constitución provisional, que fue discutido por la Junta de Legados de los Pueblos y aprobado con algunos pequeños cambios el 1° de diciembre de 1821, con el nombre de Pacto Social Fundamental Interino o Pacto de Concordia.

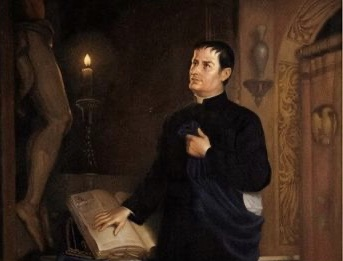
presbítero José Matías Delgado la figura más importante del liberalismo centroamericano e amigo y mentor de Bonilla

Representó a Costa Rica en la Asamblea Constituyente de las Provincias Unidas del Centro de América de 1824 a 1825  y fue diputado por Costa Rica al primer Congreso de la República Federal de Centroamérica, donde logró entre otras cosas que se aprobara la anexión provisional del partido de Nicoya a Costa Rica.
Posteriormente regresó a Costa Rica, donde se dedicó al ejercicio de su profesión, primero en su ciudad natal y después en la de Alajuela, donde murió.
Debido a su ferviente ideario liberal e independentista, se le recuerda en la historia costarricense con el sobrenombre de El Ciudadano Pablo.